# Jylhämä vattenkraftverk

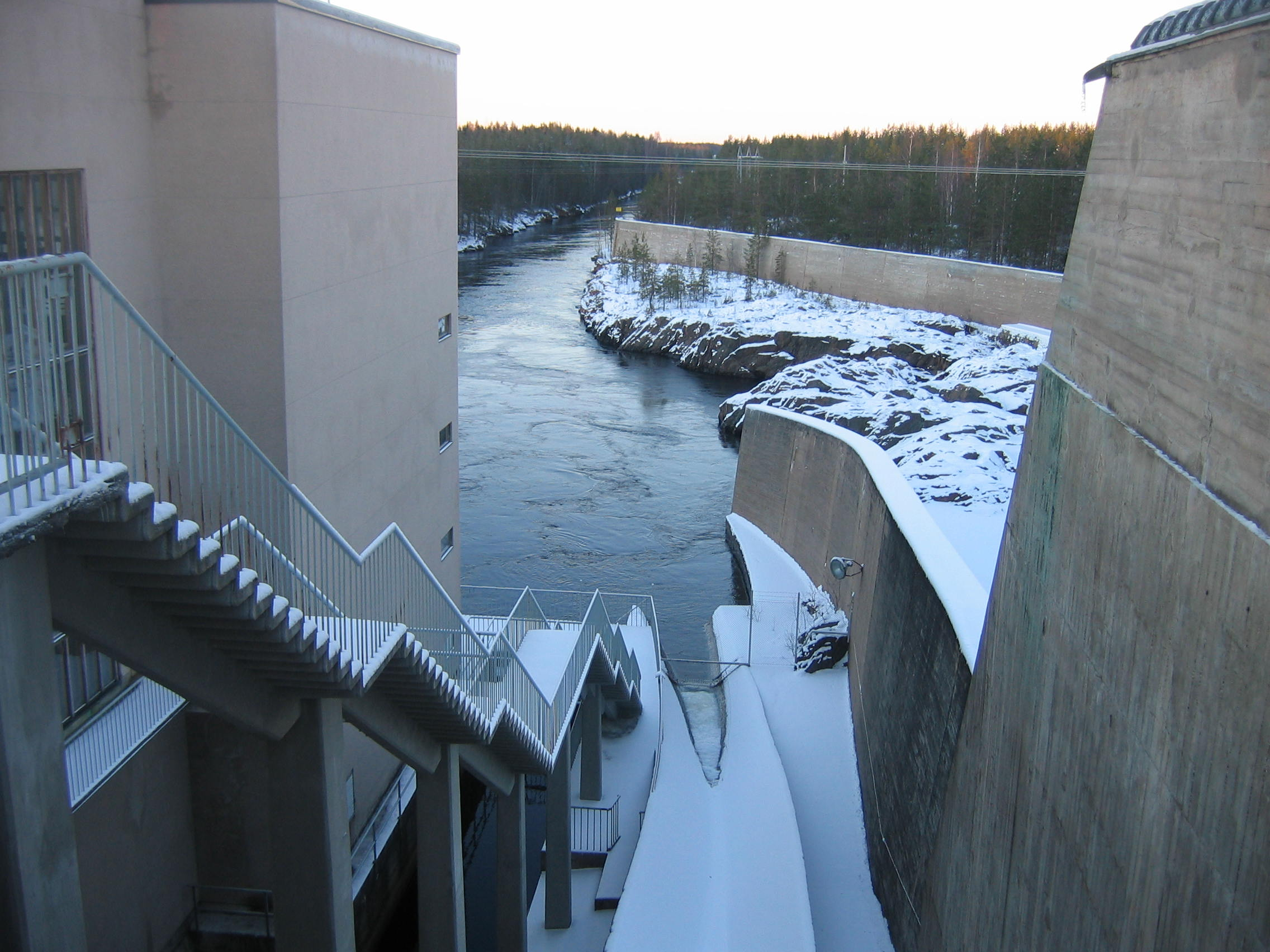
Jylhämä vattenkraftverk.

Jylhämä är ett vattenkraftverk vid Ule älvs övre lopp i Vaala kommun. 
Kraftverket, som uppfördes 1946–1951 i forsen Niskakoski, ägs av Fortum Abp och är numera uppdelat mellan Jylhämä och Nuojua kraftverk. Fallhöjden varierar mellan 10 och 14 meter och effekten är 57 MW. Vattenståndet i Ule träsk regleras med en 2,5 km lång damm vid Jylhämä.